# Новодел (монета)
Новодельная монета (англ. restrike, novodel, нем. Neuschlag/Neuprägung) — монетовидный знак, отчеканенный по прототипу существующей монеты для коллекционеров-нумизматов.
Чеканится либо подлинными, либо вновь изготовленными штемпелями на государственном монетном дворе позднее, чем изготавливалась настоящая монета. Иногда для отличия новодела от оригинала его снабжали специальными изменениями в рисунке монеты.
Новоделы можно разделить на два типа:
- Новоделы, при чеканке которых монетный двор пытался достичь максимальной идентичности оригинальным монетам. К таким новоделам относится, например, «Гангутский» рубль, отчеканенный в 1927 году (оригинальный «Гангутский» рубль чеканился в 1914 году) — большинство сохранившихся «Гангутских» рублей является новоделами, но достоверно отличить их от оригинальных монет не представляется возможным[2][3].

- Новоделы, при чеканке которых монетный двор вносил умышленные отличия во внешний вид монеты, позволяющие однозначно отличить новодел от оригинальной монеты. Часто таким отличием является указание фактического года чеканки. К таким новоделам технически относится, например, золотой червонец «Сеятель», отчеканенный в 1975—1982 годах.

Однако, в некоторых источниках монеты, имеющие признаки новодела, но при этом имеющие указание фактического года чеканки, не относятся к новоделам, поэтому «Сеятель» в терминологии Госбанка СССР и Банка России никогда не называется новоделом.
Новоделом иногда ошибочно называют подделки и копии, изготовленные в наше время с целью наживы для сбыта людям, плохо разбирающимся в нумизматике.
В императорской России чекан новодельных монет на монетном дворе был запрещен с 1890 года. В советское время практика изготовления новоделов была возобновлена, известны так называемые «хрущёвские новоделы», а также памятные рубли, отчеканенные повторно в конце 1980-х специально для коллекционеров (несмотря на то, что эти выпуски имеют обозначение на гурте монеты о дате перевыпуска, в то же самое время они названы эмитентом именно новоделами).
Термин «новодел» впервые появился в русской нумизматике, затем стал использоваться и в других сферах коллекционирования с несколько изменённым значением. В других сферах чаще всего означает просто копию оригинального изделия.
В англоязычной нумизматике схожее с новоделом значение имеет термин «рестрайк» (англ. restrike), хотя понятие рестрайк имеет более широкое значение и включает в себя как новоделы (то есть выпуски, предназначенные сугубо для коллекционеров), так и поздние эмиссии монет для обращения без изменения даты чеканки (типичный пример такого рестрайка — талер Марии Терезии). По отношению к российским новодельным монетам в западных каталогах, как правило, так и указывается — «novodel».